# Carbonara

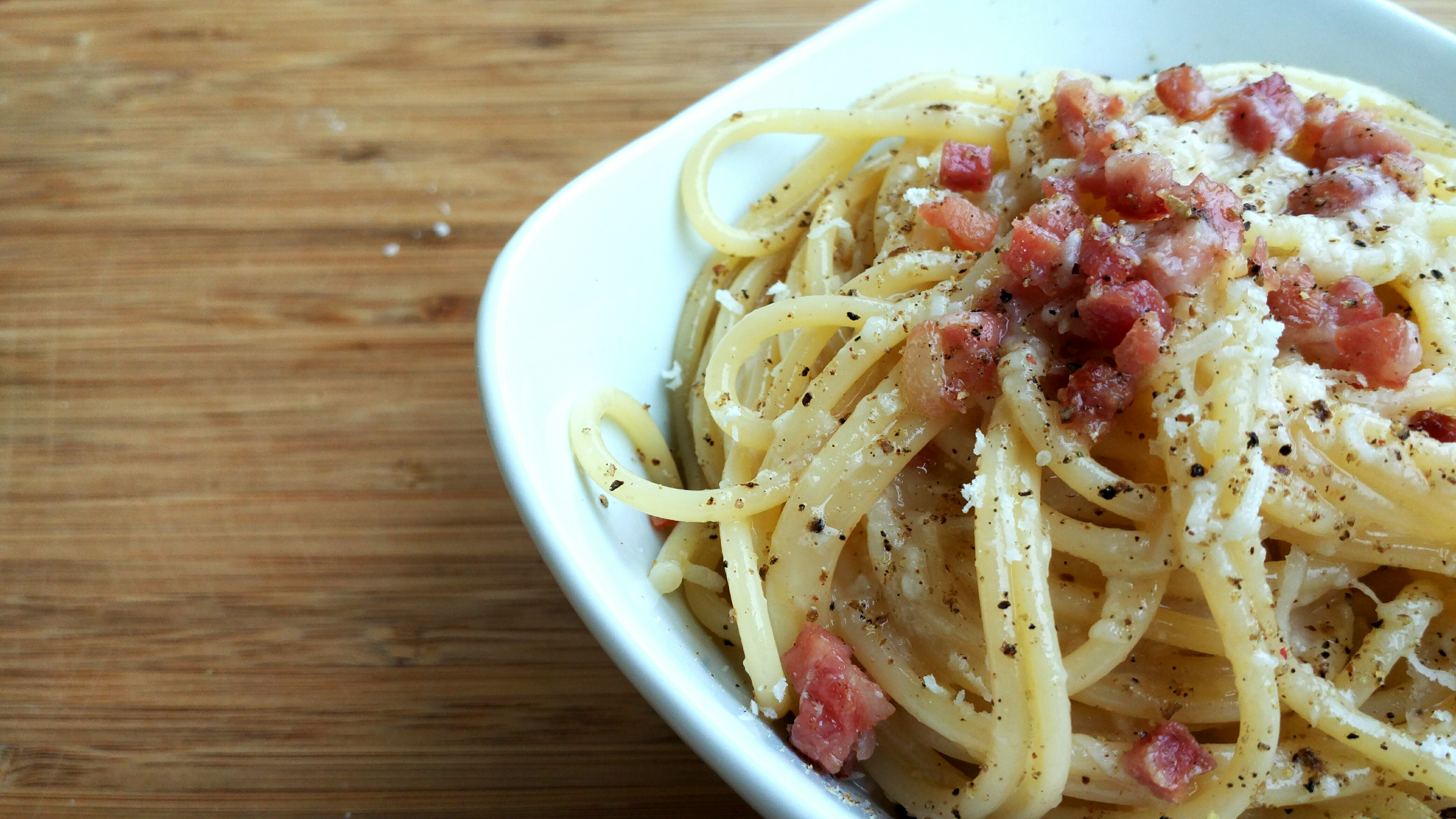
Spaghetti alla carbonara.

Carbonara (do italiana carbone: "carvão"), spaghetti alla carbonara ou pasta alla carbonara, é uma receita tradicional italiana de massa. Acredita-se que tenha sido uma receita apreciada pelos preparadores de carvão vegetal (carbinai) dos montes apeninos, na região italiana da Úmbria. Outras teorias apontam, por outro lado, que o nome se deve apenas à cor escura da pimenta preta recém moída, que é usada na sua preparação.

## Receitas

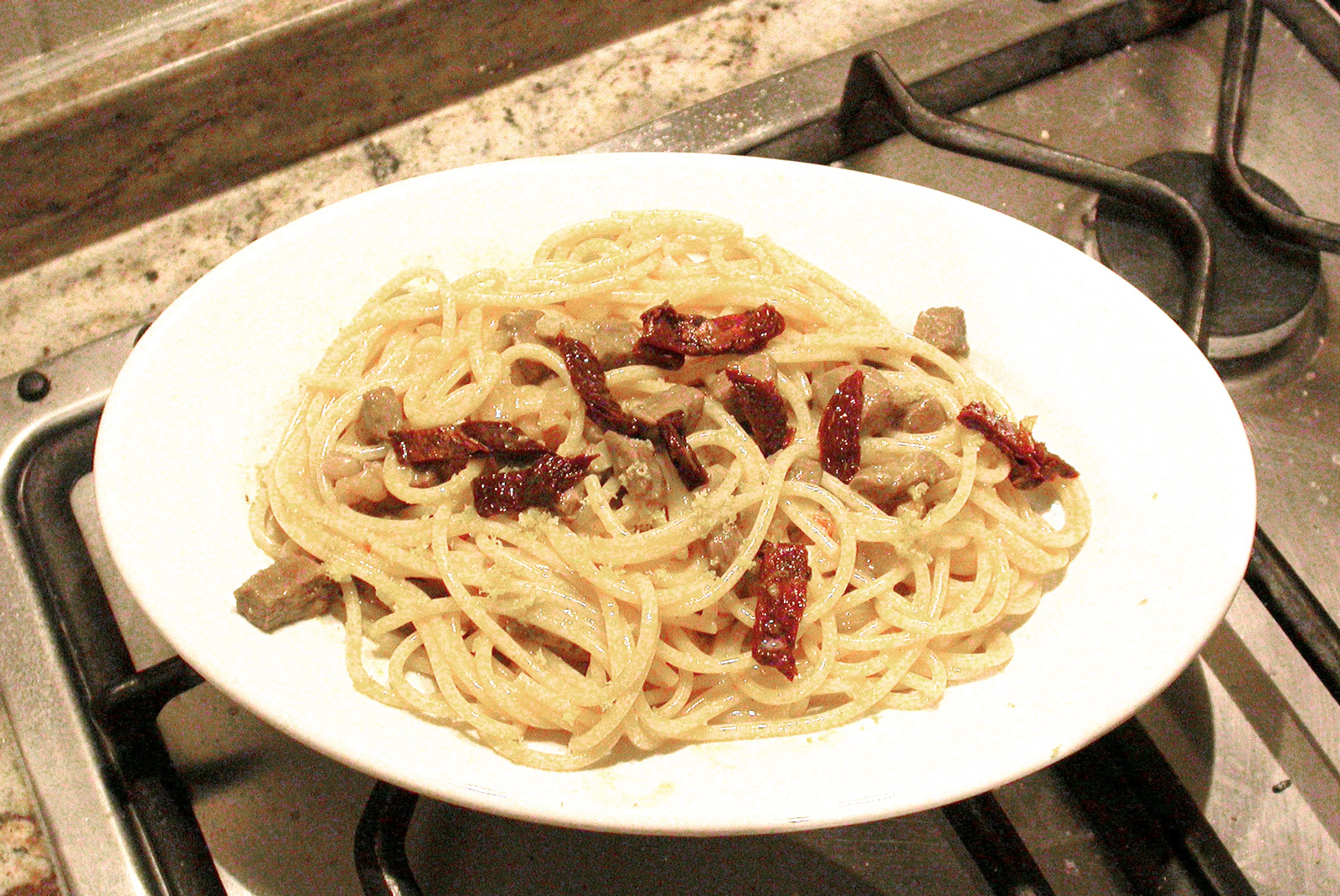
Carbonara de Florença.

A receita original de Roma é preparada com ovos, queijo parmesão, queijo pecorino romano, toucinho, pimenta-preta e banha, azeite ou manteiga. As natas não são um ingrediente da receita original, não sendo normalmente utilizadas com massa no centro da Itália. O toucinho indicado é o denominado guanciale, preparado com bochechas de porco. Pode, contudo, ser substituído por outros toucinhos. O resultado final da receita original não é uma massa com um molho abundante: os ovos e o queijo aderem aos fios de massa, formando uma espécie de capa, com pedaços de toucinho espalhados.
Existe também uma receita anglo-americana conhecida apenas por carbonara, confeccionada com natas, ovos, queijo parmesão (e por vezes com queijo pecorino romano) e toucinho pancetta (ou outro). Algumas receitas americanas também incluem sal, pimenta (branca ou preta) e/ou alho. Por vezes, são também adicionadas ervilhas para que o prato fique com mais cor. Esta receita fica normalmente com mais molho que a versão italiana.
Em ambas as versões da receita, os ovos são adicionados crus ao molho e acabam por cozinhar apenas com o calor da massa. 
A versão anglo-americana é, por vezes, servida também com cogumelos.

## História
Tal como a maior parte das receitas tradicionais, origem deste prato é incerta, existindo diversas lendas. Refere-se que possa ter sido criada na região italiana do Lazio, na Roma antiga, sendo uma possível evolução da pasta (massa) cacio (queijo de ovelha ou cabra) e ova (ovo). Como o nome deriva da palavra italiana para carvão, alguns acreditam que tenha sido uma refeição suculenta para os carvoeiros na Itália (carbinai). Outros dizem que antigamente era feita sobre grelhadores de carvão. Ainda outros sugerem que as manchas pretas de toucinho e pimenta se assemelham a pequenos pedaços de carvão, o que poderia explicar o nome. Também foi sugerido que poderia ter sido inventado pelos membros da Carbonária, uma sociedade secreta italiana.
O prato não era conhecido antes da Segunda Guerra Mundial, não estando presente no livro clássico da culinária italiana La Cucina Romana, da autoria de Ada Boni, datando de 1927. Pensa-se que terá tido origem em zonas montanhosas fora de Roma e não dentro da cidade, mais concretamente nos montes apeninos. A sua popularidade começou após a Segunda Guerra Mundial, quando muitos italianos comiam ovos e toucinho fornecidos por tropas norte-americanas. Também se tornou popular entre as tropas norte-americanas estacionadas na Itália. Quando regressaram a casa, tornaram a receita popular nos EUA.
Outras teorias apontam que o primeiro a dar-lhe um nome foi o escritor culinário napolitano Ippolito Cavalcanti, que publicou a receita pela primeira vez no ano de 1839, no seu livro Cucina teorico-pratica. Uma outra hipótese indica que o prato pode ter tido origem em Carbonia, uma povoação a oeste de Cagliari, fruto da criatividade de um cozinheiro talentoso, que acabaria por se mudar para Roma, à procura de trabalho. Diz-se que o prato teria tido tanto sucesso que o cozinheiro, talvez por timidez, lhe acabaria por dar o nome da sua terra, em vez do seu.